# کیانا مادیرا
کیانا مادرینا (انگلیسی: Kiana Madeira؛ زادهٔ ) بازیگر اهل کانادا است. وی از سال ۲۰۰۷ میلادی تاکنون مشغول فعالیت بوده‌است.
از فیلم‌ها یا برنامه‌های تلویزیونی که وی در آن نقش داشته‌است می‌توان به تعویض، خیابان ترس ۲، خیابان ترس بخش سوم: ۱۶۶۶، بعد از سقوط، و بعد از شادی بی‌پایان اشاره کرد.

## اوایل زندگی
مادیرا در تورنتو، انتاریو به دنیا آمد و در میسیساگا، انتاریو بزرگ شد. او از طرف پدرش از نژاد پرتغالی و از طرف مادرش از نژاد ایرلندی، اولین ملل و کانادایی سیاه‌پوست است. او در سن ۵ سالگی و پس از شیفتگی جان تراولتا در فیلم گریس به بازیگری علاقه‌مند شد.

## حرفه
در فوریه ۲۰۱۹، مادیرا برای نقش اصلی دینا در فیلم‌های سه‌گانه خیابان ترس انتخاب شد که در ژوئیه ۲۰۲۱ در نتفلیکس منتشر شد در ژوئن ۲۰۲۱، اعلام شد که او در یک فیلم عاشقانه اکشن با عنوان اعتیاد کامل در مقابل راس باتلر بازی خواهد کرد.

## زندگی شخصی
در سال ۲۰۱۷، مادیرا با بازیگر لاول آدامز-گری آشنا شد. آن‌ها در سال ۲۰۲۱ نامزد کردند. او در سال ۲۰۱۷ برای حرفه بازیگری خود به ایالات مهاجرت کرد، اما اغلب به کانادا و خانواده اش سفر می‌کند.

## فیلم‌شناسی

### فیلم
| سال  | عنوان                     | نقش             | یادداشت   |
| ---- | ------------------------- | --------------- | --------- |
| ۲۰۱۸ | کوچولوهای غول پیکر        | جس              |           |
| ۲۰۱۸ | سطح ۱۶                    | کلارا           |           |
| ۲۰۱۹ | او هرگز نمرد              | سوزی            |           |
| ۲۰۲۰ | خیابان ترس قسمت اول: ۱۹۹۴ | دینا            | پخش فیلم  |
| ۲۰۲۰ | خیابان ترس قسمت دوم: ۱۹۷۸ | دینا            | پخش فیلم  |
| ۲۰۲۱ | خیابان ترس قسمت سوم: ۱۶۶۶ | سارا فیر / دینا | پخش فیلم  |
| ۲۰۲۱ | پس از سقوط ما             | نورا            | فیلم بلند |
| ۲۰۲۲ | بعد از همیشه شاد          | نورا            | فیلم بلند |
| ۲۰۲۳ | برادر                     | عایشه           |           |
| ۲۰۲۳ | اعتیاد کامل               | سینا لین        |           |
| ۲۰۲۳ | بعد از همه چیز            | نورا            | فیلم بلند |

### تلویزیون
| سال       | عنوان                                                    | نقش                 | یادداشت                              |
| --------- | -------------------------------------------------------- | ------------------- | ------------------------------------ |
| ۲۰۰۷      | مسجد کوچک در دشت                                         | حلقا نوجوان شماره ۲ | اپیزود: "بهترین نیت"                 |
| ۲۰۱۰      | هریت جاسوس: جنگ وبلاگ                                    | راشل هنسی           | فیلم تلویزیونی                       |
| ۲۰۱۱–۲۰۱۳ | واقعاً من                                                 | جولیا ویلسون        | نقش اصلی                             |
| ۲۰۱۱      | آبشار سالم                                               | ایزوبل              | فیلم تلویزیونی                       |
| ۲۰۱۱      | بچه نگهدار من یک خون‌آشام است                             | هانا پرایس          | قسمت: «دوگانه منفی»                  |
| ۲۰۱۴      | یک شب کریسمس                                             | ماریتزا             | فیلم تلویزیونی                       |
| ۲۰۱۵      | روز پر از بدشانسی                                        | سیرا                | فیلم تلویزیونی                       |
| ۲۰۱۶      | مبادله                                                   | ساسی گینز           | فیلم تلویزیونی                       |
| ۲۰۱۶      | شب قبل از هالووین                                        | لیندسی              | فیلم تلویزیونی                       |
| ۲۰۱۶      | برونو و چکمه: برو در استخر بپر!                          | دایان گرانت         | فیلم تلویزیونی                       |
| ۲۰۱۶      | پادشاهی دیگر                                             | میندی               | قسمت: «بچه جدید»                     |
| ۲۰۱۶      | محکومیت                                                  | سیندی روزاریو       | قسمت: خلبان                          |
| ۲۰۱۷      | هرگز در زدن                                              | امی                 | فیلم تلویزیونی                       |
| ۲۰۱۷      | برونو و چکمه: این نمی‌تواند در سالن مک دونالد اتفاق بیفتد | دایان گرانت         | فیلم تلویزیونی                       |
| ۲۰۱۷      | برونو                                                    | دایان گرانت         | فیلم تلویزیونی                       |
| ۲۰۱۷      | ماده تاریک                                               | لیرا                | قسمت: «لازم نیست اینطوری باشد»       |
| ۲۰۱۷      | وینونا ارپ                                               | خشخاش               | قسمت: «لالایی ویسکی»                 |
| ۲۰۱۷      | هالتر                                                    | بروکلین             | ۲ قسمت                               |
| ۲۰۱۸      | دروغ‌های مقدس                                             | فرشته تروخیلو       | نقش اصلی                             |
| ۲۰۱۸      | گرفته شده                                                | امی                 | قسمت: «رندر»                         |
| ۲۰۱۸      | فلش                                                      | اسپنسر یانگ         | قسمت: «فلش خبری»                     |
| ۲۰۱۹–۲۰۲۰ | ریزه کاری                                                | مو ترواکس           | نقش اصلی                             |
| ۲۰۱۹      | پزشکی قانونی                                             | آماندا ریس          | قسمت‌ها: "Scattered", "Quick or Dead" |
| ۲۰۲۳      | ماجراهای من با سوپرمن                                    | سوپر دختر           | صدا                                  |